# Chalarus angustifrons
Chalarus angustifrons är en tvåvingeart som beskrevs av Morakote 1990. Chalarus angustifrons ingår i släktet Chalarus och familjen ögonflugor. Inga underarter finns listade i Catalogue of Life.